# Нутиваара, Маркус
Маркус Нутиваара (фин. Markus Nutivaara; род. 6 июня 1994, Оулу) — бывший финский хоккеист. Участник драфта НХЛ 2015 года, был выбран в 7-м раунде под общим 189-м номером командой «Коламбус Блю Джекетс».

## Карьера
Нутиваара дебютировал в Высшей хоккейной лиге Финляндии за команду «Кярпят» по ходу сезона 2014/2015. Он помог завоевать чемпионский титул команде, сыграв 35 матчей в регулярном чемпионате и ещё 16 матчей в плей-офф. Также в сезоне 2014/2015 Маркус получил первый международный опыт, сыграв в Хоккейной Лиге чемпионов.
В сезоне 2015/2016 Нутиваара сыграл уже в 50 матчах регулярного чемпионата в Лиге Финляндии, где забил 6 голов и отдал 16 результативных передач. Также он сыграл 7 матчей в плей-офф, где забил 1 гол и отдал 4 передачи. В Лиге чемпионов того же сезона он сыграл 13 матчей, забил 4 гола и отдал 5 голевых передач, тем самым помог «Кярпяту» дойти до финала в этом турнире, в финале они проиграли шведской команде «Фрёлунда».
В мае 2016 года Маркус подписал 2-летний контракт с командой НХЛ «Коламбус Блю Джекетс», которая выбрала его на драфте НХЛ 2015 года в 7-м раунде под общим 189-м номером.
12 ноября 2016 года Нутиваара забил свой первый гол в НХЛ в матче против команды «Сент-Луис Блюз», где «Блю Джекетс» одержали победу со счетом 8:4.
30 марта 2018 года Нутиваара продлил контракт с «Блю Джекетс» на 4 года и 10,8 млн. долларов.
Сезон 2022/23 провёл в составе «Сан-Хосе Шаркс», но из-за травмы бедра не принял участие ни в одной игре, после чего объявил о завершении карьеры.

## Международная карьера
Нутиваара дебютировал за основную сборную Финляндии по хоккею в 2015 году на Кубке Первого канала, который проходил в Москве и Праге.